# 1991年バスケットボール男子欧州選手権
1991年バスケットボール男子欧州選手権（1993 European Basketball Championship）は、イタリアで開催されたバスケットボール欧州選手権男子大会。通称「ユーロバスケット1991」。
8カ国が本大会に出場。ユーゴスラビアが2大会連続5度目の優勝を飾り、バルセロナ五輪出場権を獲得したが、内戦により国際大会から締め出されたためクロアチアが出場した。

## 最終結果
| 順位 | 国               |
| ---- | ---------------- |
| 1    | ユーゴスラビア   |
| 2    | イタリア         |
| 3    | スペイン         |
| 4    | フランス         |
| 5    | ギリシャ         |
| 6    | チェコスロバキア |
| 7    | ポーランド       |
| 8    | ブルガリア       |